# 波蛙鳚
波蛙鳚（學名：Istiblennius pox），又稱波動齒鳚，為輻鰭魚綱鳚形目䲁科蛙䲁屬的一種，分布於西印度洋紅海南部至波斯灣、巴基斯坦海域，本魚體延長形，稍側扁，頭鈍短，雄魚頭頂具冠膜，雌魚無，無頸鬚，上下唇平滑，無犬齒，背鰭具缺刻，背鰭與尾柄相連，臀鰭不與尾柄相連，背鰭硬棘13枚、背鰭軟條20-23枚、臀鰭硬棘2枚，臀鰭軟條22-24枚，體長可達13公分，棲息於沿岸潮間帶礁石潮池，遇到危險時會以一進一退的方式在潮池間跳躍，雌魚產附著性卵，雄魚有護卵行為，生活習性不明。